# 布翁维奇诺
布翁维奇诺（義大利語：Buonvicino），是意大利科森扎省的一个市镇。总面积55平方公里，人口2388人，人口密度43.4人/平方公里（2009年）。ISTAT代码为078020。